# Bom Sucesso (Paraíba)
Bom Sucesso è un comune del Brasile nello Stato del Paraíba, parte della mesoregione del Sertão Paraibano e della microregione di Catolé do Rocha.